# Józef Kowalski (ur. 1883)
Józef Kowalski (ur. 9 lutego 1883 w Psarach Polskich, zm. ?) – działacz polonijny, poseł na Sejm Rzeczypospolitej Polskiej, wiceprezes Narodowej Partii Robotniczej w okręgu gnieźnieńskim.

## Życiorys
Urodził się w rodzinie chłopskiej. Ukończył siedem klas szkoły powszechnej, po czym wyjechał do Westfalii, gdzie od 1910 pracował jako   górnik. Był członkiem kilku polskich organizacji na terenie Bochum. W 1920 został oddelegowany do organizowania plebiscytu na Mazurach, co uniemożliwiło mu powrót do Niemiec. Zamieszkał na stałe w Gozdowie, gdzie pracował jako robotnik. W tym czasie był też wiceprezesem w okręgu gnieźnieńskim Narodowej Partii Robotniczej. 23 października 1923 został posłem na Sejm Rzeczypospolitej Polskiej I kadencji, po rezygnacji Zygmunta Rabskiego (kadencja zakończyła się w 1927). Był członkiem komisji oświatowej oraz zdrowia publicznego.